# Sant Aniol de Finestres
Sant Aniol de Finestres település Spanyolországban, Girona tartományban. Sant Aniol de Finestres Santa Pau, Mieres, Sant Martí de Llémena, Amer, Les Planes d'Hostoles és Sant Feliu de Pallerols községekkel határos. Lakosainak száma 372 fő (2024).

## Népesség
A település népessége az elmúlt években az alábbi módon változott:
| Lakosok száma | 194  | 935  | 936  | 658  | 273  | 291  | 327  | 351  | 341  | 372  |
|               | 1717 | 1887 | 1936 | 1960 | 1986 | 2004 | 2009 | 2014 | 2019 | 2024 |